# Eccellenza Basilicata 2000-2001
Il campionato italiano di calcio di Eccellenza regionale 2000-2001 è stato il decimo organizzato in Italia. Rappresenta il sesto livello del calcio italiano. Questo è il campionato regionale della regione Basilicata.

## Stagione

### Novità
Dal campionato di Eccellenza Basilicata 1999-2000 era stato promosso in Serie D il Materasassi, mentre il Moliterno, il Chiaromonte e lo Sporting Villa d'Agri erano stati retrocessi nel campionato di Promozione Basilicata. Dal campionato di Promozione Basilicata 1999-2000 erano stati promossi in Eccellenza l'Edilceramiche Rossellino, il Vietri e lo Sporting Genzano, classificatisi nelle prime tre posizioni. Dalla Serie D 1999-2000 era stato retrocesso il Ferrandina.
L'Policoro S.C. ha rinunciato all'iscrizione al campionato di Eccellenza, cedendo il proprio titolo sportivo alla neocostituita U.S. Bernalda 2000.
L'"A.C. Matera Promos Consult" ha cambiato denominazione in "A.C. Matera". L'"A.C. Edilceramiche Rossellino" ha cambiato denominazione in "A.C. Edilceramiche Calcio".

### Formula
Le 16 squadre partecipanti disputano un girone all'italiana con partite di andata e ritorno per un totale di 30 giornate. La prima classificata viene promossa in Serie D. La squadra seconda classificata viene ammessa agli spareggi nazionali per la promozione in Serie D. Le ultime due classificate vengono retrocesse direttamente nel campionato di Promozione.

## Squadre partecipanti
| Squadra                          | Città (provincia)         | Stagione 1999-2000           |
| -------------------------------- | ------------------------- | ---------------------------- |
| U.S. Agromonte                   | Agromonte Magnano (PZ)    | 11º in Eccellenza Basilicata |
| U.S. Balvano                     | Balvano (PZ)              | 13º in Eccellenza Basilicata |
| Pol. Baragiano                   | Baragiano (PZ)            | 7º in Eccellenza Basilicata  |
| U.S. Bernalda 2000               | Bernalda (MT)             | [ 2 ]                        |
| Pol. Comprensorio Sport Pisticci | Pisticci (MT)             | 5º in Eccellenza Basilicata  |
| A.C. Edilceramiche Calcio        | Potenza                   | 1º in Promozione Basilicata  |
| Ferrandina Calcio                | Ferrandina (MT)           | 16º in Serie D/H             |
| F.C. Francavilla                 | Francavilla in Sinni (PZ) | 2º in Eccellenza Basilicata  |
| A.C. Horatiana Venosa            | Venosa (PZ)               | 6º in Eccellenza Basilicata  |
| A.C. Lagonegro Calcio            | Lagonegro (PZ)            | 9º in Eccellenza Basilicata  |
| A.C. Matera                      | Matera                    | 3º in Eccellenza Basilicata  |
| F.C. Sporting Genzano            | Genzano di Lucania (PZ)   | 3º in Promozione Basilicata  |
| F.C. Sporting Potenza            | Potenza                   | 8º in Eccellenza Basilicata  |
| S.C. Tito                        | Tito (PZ)                 | 12º in Eccellenza Basilicata |
| A.C. Vietri                      | Vietri di Potenza (PZ)    | 2º in Promozione Basilicata  |
| C.S. Vultur                      | Rionero in Vulture (PZ)   | 4º in Eccellenza Basilicata  |

## Classifica finale
|  | Pos. | Squadra              | Pt | G  | V  | N  | P  | GF | GS | DR  |
|  | ---- | -------------------- | -- | -- | -- | -- | -- | -- | -- | --- |
|  | 1.   | Pisticci             | 75 | 30 | 23 | 6  | 1  | 70 | 11 | +59 |
|  | 2.   | FC Francavilla       | 71 | 30 | 21 | 8  | 1  | 66 | 12 | +54 |
|  | 3.   | Sporting Potenza     | 62 | 30 | 18 | 8  | 4  | 56 | 21 | +35 |
|  | 4.   | Baragiano            | 59 | 30 | 17 | 8  | 5  | 44 | 19 | +25 |
|  | 5.   | Edilceramiche Calcio | 52 | 30 | 15 | 7  | 8  | 54 | 30 | +24 |
|  | 6.   | Sporting Genzano     | 48 | 30 | 14 | 6  | 10 | 54 | 39 | +15 |
|  | 7.   | Ferrandina           | 41 | 30 | 13 | 2  | 15 | 44 | 39 | +5  |
|  | 8.   | Matera               | 41 | 30 | 11 | 8  | 11 | 32 | 38 | -6  |
|  | 9.   | Vietri               | 37 | 30 | 11 | 4  | 15 | 39 | 54 | -15 |
|  | 10.  | Vultur Rionero       | 32 | 30 | 8  | 8  | 14 | 22 | 31 | -9  |
|  | 11.  | Bernalda 2000        | 32 | 30 | 7  | 11 | 12 | 25 | 32 | -7  |
|  | 12.  | Horatiana Venosa     | 28 | 30 | 7  | 7  | 16 | 32 | 64 | -32 |
|  | 13.  | Tito                 | 26 | 30 | 7  | 5  | 18 | 22 | 51 | -29 |
|  | 14.  | Lagonegro            | 25 | 30 | 6  | 7  | 17 | 16 | 60 | -44 |
|  | 15.  | Agromonte            | 20 | 30 | 4  | 8  | 18 | 19 | 60 | -41 |
|  | 16.  | Balvano              | 17 | 30 | 4  | 5  | 21 | 23 | 57 | -34 |

Legenda:
      Promossa in Serie D 2001-2002
      Ammessa ai play-off nazionali
      Retrocessa in Promozione 2001-2002
Note:
Tre punti a vittoria, uno a pareggio, zero a sconfitta.